# Maestro dei Crocifissi francescani
Il Maestro dei Crocifissi francescani (fl. XIII secolo) è stato un pittore italiano attivo, tra il 1260 e il 1270.

Lutto di San Giovanni Evangelista, c. 1272-1275

Il nome si basa su un crocifisso presente nella Basilica di San Francesco ad Assisi, che è stato trovato essere collegato stilisticamente a due crocifissi dipinti a Bologna e a frammenti di due dipinti presenti nella National Gallery of Art di Washington. L'artista dovrebbe essere stato presumibilmente umbro per origine e formazione.

## Identificazione dell'artista e delle sue opere
Nel 1922, lo storico dell'arte svedese Osvald Sirén coniò il nome del pittore, attribuendogli la paternità comune di un crocifisso ora nel Tesoro della Basilica di San Francesco ad Assisi, e di due dipinti dello stesso soggetto presenti a Bologna, oltre ai frammenti La Madonna in lutto e San Giovanni in lutto ora alla National Gallery of Art di Washington.
Nel 1929, Evelyn Sandberg-Vavalà attribuì allo stesso artista il crocifisso presente nella chiesa di Santa Maria in Borgo a Bologna (ora alla Pinacoteca nazionale di Bologna) e tre crocifissi dipinti nella collezione Fornari a Fabriano, nella Pinacoteca comunale di Faenza e nel Museo Civico (ora Collezioni comunali d'arte) di Bologna. Altre opere sono state attribuite all'artista ma non vi è unanimità tra gli storici dell'arte su determinate attribuzioni.

## Biografia

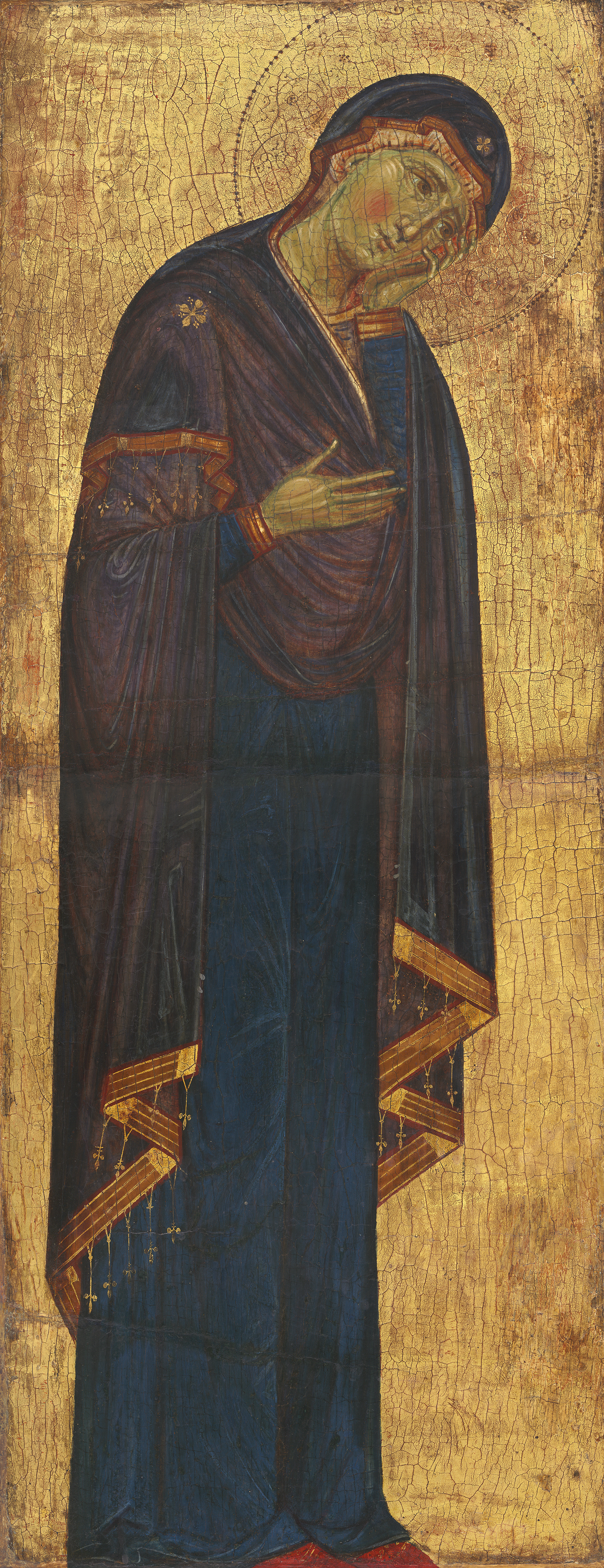
La Madonna in lutto c. 1272-1275

Il pittore si formò probabilmente ad Assisi intorno al 1255-1265, dove fu probabilmente influenzato dal Maestro di Santa Chiara e dal Maestro di San Francesco che dipinsero affreschi nella navata della chiesa inferiore di San Francesco. Sono state postulate anche altre influenze di artisti locali.
Il Maestro dei Crocifissi francescani sembra aver lavorato quasi esclusivamente per le chiese francescane e potrebbe essere stato un frate francescano. Fu anche attivo nelle Marche e in Emilia-Romagna. Si stabilì infine a Bologna, dove è noto per aver eseguito crocifissi dipinti ma anche un affresco nella chiesa di Santo Stefano. Il suo lavoro probabilmente ha influenzato pittori e miniaturisti locali.